# Террасон, Жан
Жан Террасон (фр. Jean Terrasson; 1670, Лион — 15 сентября 1750, Париж) — французский филолог. Священник, профессор латинского и греческого языков, древнегреческой философии в Коллеж де Франс.
Член Французской академии с 1732 г., а также Парижской академии наук (1707; élève sous le secrétaire).
Был частым гостем знаменитого литературного салона маркизы де Ламбер и принял участие в известной дискуссии между Антуаном Ударом де Ламоттом и Анной Дасье по поводу сравнения новейшей литературы с классической, выпустив в 1715 году «Критическое исследование Илиады Гомера» (фр. Dissertation critique sur l'«Iliade» d'Homère), в котором со ссылками на различные достижения науки и философии (прежде всего, на труды Декарта) доказывал, что неуклонное развитие человеческого духа делает римскую литературу выше греческой, а современную — выше римской.
Террасону принадлежат также «Три письма о новой системе финансов» (фр. Trois lettres sur le nouveau système de finances, 1728).
«Сетос, или История жизни, почерпнутая из памятников и свидетельств Древнего Египта» (1731) — дидактический роман в традиции фенелоновских «Приключений Телемака». В переводе Фонвизина известен как «Жизнь Сифа» (полностью «Геройская добродетель, или Жизнь Сифа, царя египетского, из таинственных свидетельств древнего Египта взятая». М., 1762—1768).
На смерть Террасона сочувственными словами откликнулся Вольтер, назвавший его «философом и в жизни, и в смерти».

## Сочинения
- Dissertation critique sur L'Iliade d'Homère, où, à l’occasion de ce poème, on cherche les règles d’une poétique fondée sur la raison et sur les exemples des anciens et des modernes (1715). Réédition : 1971.
- Addition a la dissertation critique sur l’Iliade d’Homère, pour servir de réponse à la préface de Monsieur Dacier sur le nouveau Manuel d'Épictète (1716)
- Lettre écrite à M*** sur le nouveau systeme des finances, & particulierement sur le remboursement des rentes constituées (1720)
- Sethos, histoire, ou Vie tirée des monumens, anecdotes de l’ancienne Égypte, traduite d’un manuscrit grec (1731)
- Histoire universelle de Diodore de Sicile, traduite en françois par M. l’abbé Terrasson (1737-44)
- L’Académie des Dames ou les Sept Entretiens galants d'Aloisia, traduits de Meursius (1750)
- La Philosophie applicable à tous les objets de l’esprit et de la raison, ouvrage en réflexions détachées (1754)